# Glogovica (Aleksinac)
Pour les articles homonymes, voir Glogovica.
Glogovica (en serbe cyrillique : Глоговица) est un village de Serbie situé dans la municipalité d'Aleksinac, district de Nišava. Au recensement de 2011, il comptait 784 habitants.

## Démographie

### Évolution historique de la population
| 1948 | 1953 | 1961 | 1971 | 1981 | 1991 | 2002 | 2011 |
| ---- | ---- | ---- | ---- | ---- | ---- | ---- | ---- |
| 734  | 723  | 810  | 917  | 924  | 916  | 874  | 784  |

|  |